# Hieracium metallicorum
Hieracium metallicorum es una especie de planta con flor del género Hieracium, de la familia Asteraceae, orden Asterales.

## Distribución
Hieracium metallicorum se distribuye por Francia.

## Taxonomía
Fue descrita científicamente por Gottschl.